# Palù
Palù ist eine nordostitalienische Gemeinde (comune) mit 1205 Einwohnern (Stand 31. Dezember 2023) in der Provinz Verona in Venetien. Die Gemeinde liegt etwa 17,5 Kilometer südöstlich von Verona.